# Escuela del Hogar y Profesional de la Mujer
La Escuela del Hogar y Profesional de la Mujer fue una institución pública española destinada a la formación de las mujeres que nació con el objetivo de prepararlas para el cumplimiento de su función de madres y esposas en el hogar, dándoles además una formación para ser capaces de obtener una fuente de ingresos mediante el ejercicio de un oficio.

## Antecedentes
La Asociación para la Enseñanza de la Mujer (AEM) ya a finales del siglo XIX había ofrecido a las alumnas mayores de diez años una clase especial de labores que abarcaba desde la costura en blanco hasta los bordados y encajes; asimismo, para las de catorce años, una de corte y confección de vestidos para mujeres y niños y de ropa blanca de uso doméstico. Esta misma institución en Valencia proyectó una verdadera escuela del hogar planteando una escuela de lencería y bordado.
En Madrid, el Centro Iberoamericano de Cultura Popular Femenina fundado en 1906 por la Unión Ibero-americana contó en sus inicios con el apoyo pedagógico y material de la AEM. Desde el comienzo quisieron tener una sección de Escuelas de Madres de Familia. La junta directiva estaba presidida por María Vinyals, conocida popularmente por su título, marquesa de Ayerbe, y una de las vocales era Matilde García del Real, la principal impulsora de dicha sección que fue el embrión de la primera Escuela del Hogar creada en España.

## Creación
En Madrid se planteó en la Ley de Presupuestos de enero de 1911 la creación oficial de la Escuela del Hogar y Profesional de la mujer. Fue planteada por el ministro Julio Burell aunque no se llevó a cabo hasta  el 7 de diciembre por Real Decreto impulsado por el ministro Amalio Gimeno. Con su creación se pretendía  que las mujeres salieran formadas para la vida del hogar y con una instrucción científica, artística y práctica con la que pudieran ejercer profesionalmente. Así seguían la corriente europea de las enseñanzas menagéres, impartidas en instituciones para preparar a las futuras amas de casa en economía, higiene y tareas domésticas en Suiza, Francia o Bélgica.

## Planes de estudios

#### Desde su creación hasta 1925
Estaba dividido en enseñanzas generales, profesionales y del hogar:
- Las Enseñanzas Generales, con una duración de dos años eran: Gramática y caligrafía, Elementos de Matemáticas, Geografía, Historia, Física, Elementos de Química, Ciencias Naturales, Derecho usual y Nociones de instrucción cívica y Música.[4]
- Las Enseñanzas Profesionales se clasificaban en
  - Artístico Industriales, con asignaturas de Dibujo y modelado, Historia del arte, Corte y confección de vestidos y de ropa blanca, Enseñanza práctica de encajes con flores artificiales y Bordado.
  - Industrias Mecánicas que ampliaban con la asignatura de fuerzas motrices.
  - Especialidad comercial en que se estudiaba Matemáticas, Geografía postal, Taquigrafía, Mecanografía, Contabilidad y Legislación mercantil.[2]
- Las Enseñanzas del hogar, que eran dos cursos trimestrales, se distribuían en dos grupos: el primero con Higiene, Puericultura, Remedios caseros y Asistencia de enfermos; y el segundo Economía, Contabilidad doméstica, Confección y entretenimiento de ropas de uso diario y Arte culinario. La matrícula en estas enseñanzas estaba condicionada a haber cursado y aprobado todas las asignaturas de la Enseñanza General; y se podían simultanear con las enseñanzas profesionales.[4]

Todas las especialidades de las Enseñanzas Profesionales duraban dos cursos salvo las Enseñanzas Artísticas Industriales que solo duraban uno.
Se exigía a las aspirantes para el ingreso en la Escuela doce años cumplidos y un examen que consistía en un ejercicio de lectura, escritura y las cuatro reglas de aritmética.
En 1916 se comenzó a ofertar el título de institutriz, que se expedía ya en la Escuela de Institutrices creada por Fernando de Castro en diciembre de 1869  y fue el preliminar de la AEM.

#### Desde 1925 hasta la Segunda República
Durante la dictadura de Primo de Rivera se redujo sus enseñanzas a las de carácter puramente doméstico perdiendo por lo tanto su función de formación profesional.
- Los Estudios generales incluían Higiene y Puericultura, Remedios caseros, Cuidados a enfermos, Economía y contabilidad doméstica, Entretenimientos y Confección de ropa de uso diario y Arte culinario.

- Los Estudios de Aplicación abarcaban Dibujo lineal y artístico; Miniatura y esmalte; Trabajos en asta; Corte y confección de vestidos, ropa blanca, sombreros, corsés, flores artificiales; Encajes; Bordados a mano y a máquina y Labores.

- La sección de Estudios Especiales comprendían Taquigrafía y Mecanografía.[4]

El número de alumnas, pese a que seguía siendo la matrícula gratuita, disminuyó casi a la mitad.

#### En la Segunda República
Con la llegada de la Segunda República se hizo una nueva reforma encomendada a María Luisa Navarro Margati,. El Lyceum Club organizó un acto para celebrar su nombramiento. Pretendía dedicarla fundamentalmente a la formación profesional. Una de sus propuestas fue cambiar su nombre por el de Escuela Profesional de la Mujer. Sin embargo, pocas de las propuestas se llevaron a cabo.
Durante la Guerra civil sus aulas se convirtieron en talleres de confección de ropa para el frente y para los hospitales. Elena Fortún publicó un artículo en la revista Crónica en que describía este nuevo uso de sus instalaciones, alabando a profesoras y alumnas.

## Tras la Guerra Civil
Con este nombre, se crearon anexos a los Institutos Femeninos donde se impartían asignaturas obligatorias para las alumnas que cursaban Bachillerato. Eran impartidas por profesorado de la Sección Femenina. Las asignaturas estaban encaminadas para conseguir una buena administración de la casa. Eran Economía doméstica, Corte y confección, Lavado, Plancha, Puericultura e Higiene. Además se impartía Religión, Nacional Sindicalismo e Historia de España.

## Sede
Primero se instaló en el piso principal del número 3 de la Cuesta de Santo Domingo donde comenzó su actividad en marzo de 1912. Un año después se trasladó a un hotel del Paseo de la Castellana el número 60, luego 72. En 1932 se trasladó a la calle Pinar 7.